# Bisbat de Lwena
El Bisbat de Lwena (portuguès: Diocese de Lwena; llatí: Dioecesis Lvenana) és una seu de l'Església Catòlica a Angola, sufragània de l'arquebisbat de Saurimo. El 2013 tenia 75.200 batejats al voltant de 429.000 habitants. Actualment és dirigida pel bisbe Jesús Tirso Blanco.

## Territori
La diòcesi comprèn la província de Moxico a Angola. La seu episcopal és la ciutat de Luena, on s'hi troba la catedral de Nossa Senhora da Assunção. Està subdividida en 16 parròquies.

## Història
La diòcesi de Luso fou erigida l'1 de julio 1963 amb la butlla Venerabilis Frater del papa Pau VI, aplegant part del territori de la diòcesi de Silva Porto (avui bisbat de Kwito-Bié). Originàriament era sufragani de l'arquebisbat de Luanda.
El 3 de febrer de 1977 fou integrada en la província eclesiàstica de l'arxidiòcesi de Huambo. El 16 de maig de 1979 va prendre el nom actual. El 12 d'abril de 2011 va entrar a formar part de la província eclesiàstica de l'arxidiòcesi de Saurimo.

## Cronologia de bisbes
- Francisco Esteves Dias, O.S.B. † (1 juliol 1963 - 13 abril 1976 dimitit)
- José Próspero da Ascensão Puaty † (3 febrer 1977 - 7 juny 2000 dimitit)
- Gabriel Mbilingi, C.S.Sp. (7 juny 2000 - 11 desembre 2006 nomenat coadjutor de Lubango)
- Jesús Tirso Blanco, S.D.B., des del 26 de novembre de 2007

## Estadístiques
A finals del 2013, la diòcesi tenia 75.200 batejats sobre una població de 429.000 persones, equivalent al 17,5% del total.
| any  | població | població | població | sacerdots | sacerdots       | sacerdots       | sacerdots             | diaques | religiosos | religiosos | parròquies |
| ---- | -------- | -------- | -------- | --------- | --------------- | --------------- | --------------------- | ------- | ---------- | ---------- | ---------- |
| any  | batejats | total    | %        | total     | clergat secular | clergat regular | batejats por sacerdot | diaques | homes      | dones      |            |
| 1969 | 22.347   | 176.654  | 12,7     | 31        | 1               | 30              | 720                   |         | 35         | 17         | 11         |
| 1980 | 39.661   | 251.635  | 15,8     | 4         |                 | 4               | 9.915                 |         | 4          | 4          | 12         |
| 1990 | 48.969   | 260.000  | 18,8     | 7         |                 | 7               | 6.995                 |         | 8          | 6          | 12         |
| 1999 | 55.285   | 322.909  | 17,1     | 11        | 6               | 5               | 5.025                 |         | 8          | 8          | 12         |
| 2000 | 56.019   | 322.909  | 17,3     | 11        | 6               | 5               | 5.092                 |         | 6          | 9          | 12         |
| 2001 | 56.894   | 323.784  | 17,6     | 10        | 4               | 6               | 5.689                 |         | 11         | 9          | 12         |
| 2002 | 56.894   | 323.784  | 17,6     | 10        | 5               | 5               | 5.689                 |         | 10         | 16         | 12         |
| 2003 | 58.900   | 333.000  | 17,7     | 11        | 4               | 7               | 5.354                 |         | 8          | 16         | 10         |
| 2004 | 58.900   | 333.000  | 17,7     | 9         | 2               | 7               | 6.544                 |         | 7          | 18         | 13         |
| 2013 | 75.200   | 429.000  | 17,5     | 27        | 11              | 16              | 2.785                 |         | 18         | 46         | 16         |